# 蒂萨代尔日
蒂萨代尔日（匈牙利語：Tiszaderzs）是匈牙利亚斯-瑙吉孔-索尔诺克州所辖的一个村，总面积27.19平方公里，总人口1057，人口密度38.9人/平方公里（2010年1月1日）。